# 4475 Voitkevich
4475 Voitkevich eller 1982 UQ5 är en asteroid i huvudbältet som upptäcktes den 20 oktober 1982 av den rysk-sovjetiska astronomen Ljudmila Karatjkina vid Krims astrofysiska observatorium på Krim. Den är uppkallad efter Georgij Vitoldovitj Vojtkevitj.
Asteroiden har en diameter på ungefär fem kilometer.